# Coenotephria saidabadi
Coenotephria saidabadi là một loài bướm đêm trong họ Geometridae.